# Neghină

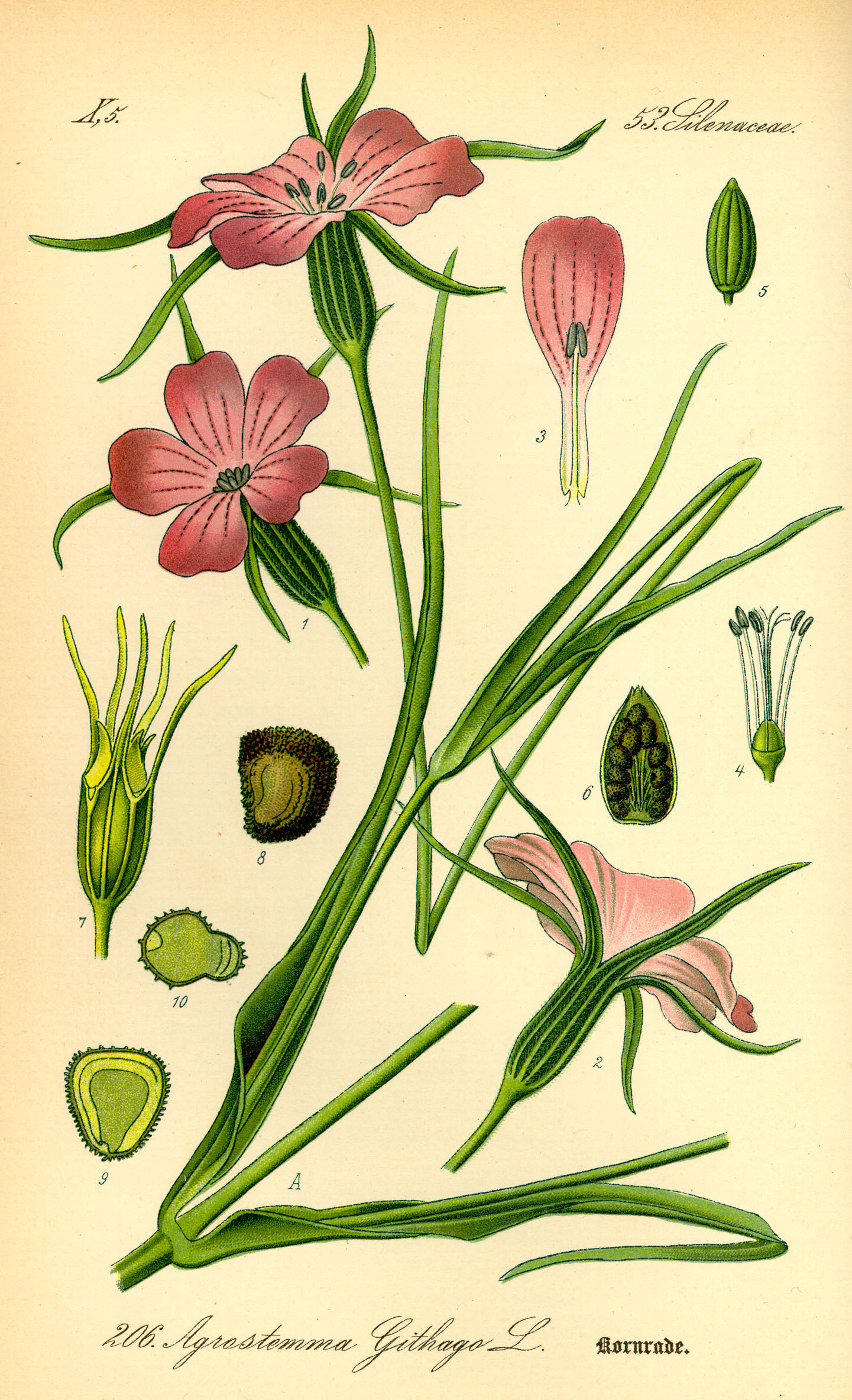
Neghină

Neghina (Agrostemma githago) (popular: năgară, zâzanie, mălură, plevilă, negreață) este o plantă erbacee anuală, cu tulpina înaltă (30–100 cm), tulpina și frunzele sunt păroase, rădăcina pivotantă. Ea este de tip dicoteladonat, face parte din încrengătura Magnoliophyta, clasa Magnoliopsida, ordinul Caryophyllales, familia Caryophyllaceae, genul Agrostemma. Planta are flori roșii-purpurii, monocazii, caliciu campanulat-tubulos, cu lacinii lungi, păroase, petale purpurii, rar albe, capsulă cu 5 valve, semințe reniforme. Sămânța ei este măruntă, de culoare neagră, Planta este răspândită în toată lumea, în culturile de cereale, mai ales în cele de grâu. Sămânța neghinei măcinată, dă făinii de grâu un gust neplăcut cu caracter toxic, toxicitatea neghinei fiind dată de o saponină. 

## Remedii naturale
Neghina conține lipide, aminoacizi (orcylalanina, citrulina), ureide (alantoina și acid alantoic), saponine (gitagenin, gitagozid, gipsogenin, sapotoxin, acid agrostemmic) și acid agrostemmic. Semințele conțin: lipide, proteine și saponine (gitagin).
După unele cercetări, semințele au actiune diuretică, expectorantă și vermifugă. Se mai folosește in tratarea hidropiziei și a icterului.